# 香港行車隧道列表

香港行車隧道標誌

截至2025年5月31日，香港共有23條行車隧道，其中一條（愉景灣隧道）由愉景灣隧道有限公司擁有，且僅供送貨到愉景灣或前往愉景灣提供服務的車輛使用，而其餘22條皆由香港特別行政區政府擁有，其中11條不設收費。
1967年11月14日通車的獅子山隧道本為鑿通分隔九龍與新界的山脈，以容納食水輸送管而興建，是香港首條行車隧道。1980年代初通車的香港仔隧道的其中一條管道為不開放行車的試驗隧道，設於其中的香港仔隧道粒子物理實驗室是香港唯一一間山洞实验室。1982年6月29日通車的啟德隧道曾以啟德機場命名為「機場隧道」，是香港首條免費行車隧道，經諮詢九龍城區議會及公眾意見後於2006年5月4日更為現名，以紀念啟德機場。1989年9月21日通車的東區海底隧道是香港唯一的公路鐵路兩用隧道。穿越龍鼓水道的屯門—赤鱲角隧道全長5公里，除了是香港最長的行車隧道外，亦是香港首條以隧道鑽挖機（而非傳統的沉管方法）建造的海底隧道。

## 列表
下述資訊如無另外註明，一概出自《香港地方》網站的記載，至於使用中的隧道收費與否的資訊則出自運輸署網站的記載。以下列表按（預計）啟用時間排序，不包括仍在籌劃階段的隧道。
圖例：

### 收費
| 名稱                    | 啟用時間                                    | 管道 | 長度（公里） | 穿越                      | 所屬道路                     | 圖片 |
| ----------------------- | ------------------------------------------- | ---- | ------------ | ------------------------- | ---------------------------- | ---- |
| 獅子山隧道 （南行）     | 1967年11月14日                              | 1    | 1.43         | 獅子山                    | 1號幹線 · （獅子山隧道公路） |      |
| 海底隧道                | 1972年8月2日                                | 2    | 1.86         | 維多利亞港                | 1號幹線                      |      |
| 第二獅子山隧道 （北行） | 1978年1月18日                               | 1    | 1.41         | 獅子山                    | 1號幹線 · （獅子山隧道公路） |      |
| 香港仔隧道              | 1982年3月12日（北行） 1983年3月14日（南行） | 3    | 1.85         | 聶高信山                  | 1號幹線                      |      |
| 東區海底隧道            | 1989年9月21日                               | 5    | 2.29         | 維多利亞港                | 2號幹線                      |      |
| 孖指徑隧道              | 1990年4月20日                               | 2    | 1            | 孖指徑                    | 9號幹線 · （城門隧道）       |      |
| 針山隧道                | 1990年4月20日                               | 2    | 1.6          | 針山                      | 9號幹線 · （城門隧道）       |      |
| 大老山隧道              | 1991年6月26日                               | 2    | 3.95         | 大老山                    | 2號幹線                      |      |
| 西區海底隧道            | 1997年4月30日                               | 2    | 2            | 維多利亞港                | 3號幹線                      |      |
| 大欖隧道                | 1998年5月25日                               | 2    | 3.8          | 大欖郊野公園              | 3號幹線 · （青朗公路）       |      |
| 愉景灣隧道              | 2000年5月27日                               | 1    | 0.63         | 二白坳                    | 不適用                       |      |
| 尖山隧道                | 2008年3月21日                               | 2    | 2.1          | 尖山                      | 8號幹線 · （青沙公路）       |      |
| 沙田嶺隧道              | 2008年3月21日                               | 2    | 1            | 沙田嶺                    | 8號幹線 · （青沙公路）       |      |
| 大圍隧道                | 2008年3月21日                               | 2    | 0.5          | 大埔公路—沙田嶺段附近斜坡 | 8號幹線 · （青沙公路）       |      |
| 中九龍繞道油麻地段隧道  | 2025年                                      | 2    | 3.9          | 中九龍                    | 6號幹線                      |      |
| 中九龍繞道九龍灣段隧道  | 2026年                                      | 2    | 2.7          | 九龍灣、觀塘避風塘        | 6號幹線                      |      |
| 茶果嶺隧道              | 2026年                                      | 2    | 0.4          | 茶果嶺                    | 6號幹線                      |      |

### 免費
| 名稱               | （預計）啟用時間 | 管道 | 長度（公里） | 穿越                           | 所屬道路               | 圖片 |
| ------------------ | ---------------- | ---- | ------------ | ------------------------------ | ---------------------- | ---- |
| 啟德隧道           | 1982年6月29日    | 2    | 1.26         | 前啟德機場跑道                 | 5號幹線                |      |
| 將軍澳隧道         | 1990年11月9日    | 2    | 0.9          | 五桂山、大上托間山坳           | 7號幹線                |      |
| 長青隧道           | 1997年5月22日    | 2    | 1.65         | 細山                           | 3號幹線                |      |
| 南灣隧道           | 2009年12月20日   | 2    | 1.2          | 三支香                         | 8號幹線                |      |
| 觀景山隧道         | 2018年10月24日   | 2    | 1            | 觀景山                         | 港珠澳大橋 香港連接路  |      |
| 機場隧道 （西行）  | 2018年10月24日   | 1    | 0.6          | 香港國際機場                   | 東榮路                 |      |
| 中環及灣仔繞道隧道 | 2019年1月20日    | 2    | 3.7          | 中環及灣仔填海地、銅鑼灣避風塘 | 4號幹線                |      |
| 龍山隧道           | 2019年5月26日    | 2    | 4.8          | 龍山                           | 香園圍公路             |      |
| 長山隧道           | 2019年5月26日    | 2    | 0.7          | 長山                           | 香園圍公路             |      |
| 屯門—赤鱲角隧道    | 2020年12月27日   | 2    | 5            | 龍鼓水道                       | 屯門赤鱲角 隧道公路    |      |
| 將軍澳—藍田隧道    | 2022年12月11日   | 2    | 2.2          | 照鏡環山                       | 6號幹線 · （將藍公路） |      |